# Fusil TERA

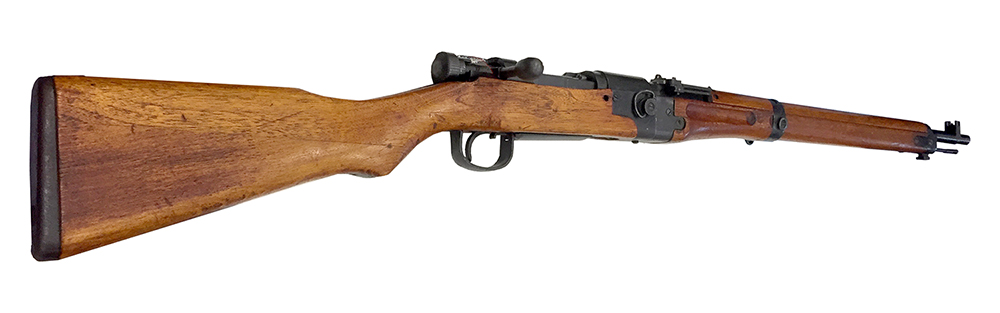
Fusil TERA Tipo 2.

Los TERA (挺進落下傘小銃／挺身落下傘小銃 "Teishin Rakkasan Shyoujyu") eran fusiles desmontables japoneses desarrollados para los paracaidistas del Ejército Imperial Japonés. Todos los modelos podían desmontarse o plegarse, además de montarse fácilmente. Tuvo un modelo de serie y dos prototipos:
- Tipo 100, basado en el Karabiner 98k Fallschirmjäger con cañón desmontable ("Abnehmbarer Lauf"). Solo se produjo un prototipo y no entró en producción.[1][2]
- Tipo 1, basado en el fusil de Caballería Tipo 38. Imitaba el mecanismo del Karabiner 98k con culata plegable ("Klappschaft"), que tenía una bisagra. El Tipo 1 no entró en servicio porque su mecanismo de plegado no era fiable.
- Tipo 2, basado en el fusil Tipo 99. Es el modelo de serie más usual. Se dividía en dos partes: culata y cajón de mecanismos, y cañón, guardamanos y mecanismos de puntería.

## En cinematografía
El TERA Tipo 2 se hizo conocido cuando fue empleado como fusil de francotirador por Scorpio Killer en la película de 1971 Harry el Sucio.